# 理查茲島
理查茲島是加拿大的島嶼，位於北冰洋，屬於北極群島的一部分，由西北地區負責管轄，長80公里、寬40公里，面積2,165平方公里，島上無人居住。
69°20′N 134°30′W / 69.333°N 134.500°W